# 結晶 SOUL LIBERATION
『結晶 SOUL LIBERATION』（けっしょう ソウル・リベレイション）は、1992年5月1日に東芝EMIのイーストワールドレーベルからリリースされた、日本の音楽ユニットであるORIGINAL LOVEの3作目のオリジナル・アルバム。
本作には過去にライブで演奏されていた楽曲ではなく、メンバーが一新されたことを前提に書き下ろされた楽曲が収録されている。本作ではベースおよびドラムス、コード楽器、サックスのみでシンプルなアレンジを目指して制作が行われ、歌詞は田島が題材として抱えていた周囲の人間の変化を表現した内容になっている。
本作からは「月の裏で会いましょう Let's go to the darkside of the moon」（フジテレビ系テレビドラマ『バナナチップス・ラヴ』オープニング・テーマ）と「ヴィーナス」（ブティックJOYCMソング）が、先行シングルとしてリリースされた。本作はオリコンアルバムチャートにおいて最高位第10位となり、2013年にはレコード会社15社合同キャンペーン「大人の音楽～Age Free Music～」の「もう一度聴きたいオリジナルアルバム 80年代＆90年代」に選ばれた。

## 録音、制作
本作では作詞を田島と木原龍太郎とが半分ずつ手がけているが、田島は「詞に関しては、音が出来る前に僕の中に歌いたい題材っていうのがあって。ある意味でそれにもとづいて曲を書いたところってのがあったから、この曲は僕が詞をつけたいっていう割り振りみたいなものは、なんとなくあったんです」「普段つきあっている、僕のまわりの人たちの心の中に、変化みたいなものが起こってきた。っていうのを去年、生活しているうちに感じて、それを題材として詞を書いたんです。僕がそれを書いたこと自体、僕も変化してたっていうことなんだと思うんですけれど、例えば『心理学』っていう曲だと、セックスとかオカルトっていう方向性で書いたんです。自分の判断力として霊とか超能力とか、っていうのに頼る人が出てきた。テレビをつければそういう特集番組を年中やっているし。僕のまわりにはいたんです」と、リリース当時のインタビューで述べている。
音作りでこだわった点については「1枚目はアレンジの段階でいろんな音を入れたくなったんですが、今回はフォー・リズムにこだわりました。ベース、ドラム、コード楽器、サックスだけでアレンジしていった」「とにかくシンプルなアレンジでいきたかったから、ドラムとベースの音にはすごく気を配りました。今のサウンドシステムを使って、いかにグルーヴが感じられるドラムの音を録るかってことにはすごくこだわりました」と述べている。アルバム・タイトルについては「愛の結晶とか、血と汗と涙の結晶、今までの音楽活動の結晶という意味でつけたんじゃ全然なくて。生きることって言ったらいいのかな? 常に変化する“何か”っていうか…、成長する結晶みたいなさ。そういう力とか、作用とか…。そういったものが今回のアルバムの根底に流れてるものとしてあって、それを象徴する言葉として『結晶』ってつけました。俺たちは成長したぞとか、そういう意味はなくて、まるで生きてるような生命力っていうこと」「ある意味で日記的なのかもしれないですね。『LOVE! LOVE! & LOVE!』では、歌とか曲としての作り方をしてて。それが今回はもっと素直になって、純粋に歌い手が生活する上で感じた何かっていう感じですね」と述べている。
また本作について田島貴男は後年、「その前までライブでやってた曲じゃなくって『結晶』は、新しいバンドメンバーになった前提で全部新しく書いた曲でやったから。あのメンバー全員でやる用に良い曲っていうことで。そういう意味でサウンドがメンバーとフィットしたかなって気はするけどね」と振り返っている。

## 音楽性と歌詞
音楽評論家の萩原健太は本作について、サウンドだけでなくジャケット・デザインも含めて当時の音楽シーンにおいて最先端として増進していたアシッドジャズからの影響が色濃く反映されていると述べている。萩原によれば過去においてORIGINAL LOVEによるジャズと言えばスウィング・ジャズ寄りのものや、ジャンプ・ブルース寄りのエンターテインメント色の強いものが多数を占めていたが、本作では1960年代中盤から1970年代にかけてマイルス・デイヴィスが展開していたより繊細なモダン・ジャズが大きく取り上げられており、収録曲である「ミリオン・シークレッツ・オブ・ジャズ」が同時期のジャズに対する田島によるオマージュであると述べている。
一方で全編がジャズに傾倒している訳ではなく、当時のクラブシーンにおいて時代の最先端として流行していたジャズ風味を導入しながらも「粋なポップス」を構築したのではないかと萩原は推測している。萩原はビート感覚も伝統的なジャズではなく、ジャズの要素を導入したギャングスタ・ラップをメインとしたヒップホップ・ミュージックのアーティストと共通すると主張し、「ジャズ好きのヒップホップの連中がサンプリングや打ち込みを使って繰り出すビートを、生身のメンバーの演奏によって実現しようとしている」と述べている。ただしモダン・ジャズ風味が導入されたことや、歌詞の世界観が変化したことも影響し、全体的なサウンドのトーンがダークなものになっているとも萩原は述べている。

## リリース、チャート成績
本作は1992年5月1日に東芝EMIのイーストワールドレーベルからCDにてリリースされた。本作からは1991年12月に12インチレコードにてリリースされた「MILLION SECRETS OF JAZZ」の他、フジテレビ系テレビドラマ『バナナチップス・ラヴ』（1991年）のオープニング・テーマとして使用された「月の裏で会いましょう Let's go to the darkside of the moon」が1991年11月20日に、ブティックJOYのコマーシャルソングとして使用された「ヴィーナス」が1992年4月8日に先行シングルとしてシングルカットされた。本作では2曲目に収録された「月の裏で会いましょう (Album Version)」は、アルバム収録に際しテンポアップされ、イントロにサックスのブレイクが追加されたアルバム・バージョンとして収録、3曲目に収録された「ミリオン・シークレッツ・オブ・ジャズ (Album Version)」は、コンサート会場で限定販売されていたアナログ12インチ「MILLION SECRETS OF JAZZ」収録のテイクに対し、ベースがシンセ・ベースからエレキ・ベースに差し替えられたアルバム・バージョンとして収録された。本作はオリコンアルバムチャートにて最高位第10位の登場週数7回で売り上げ枚数は6.4万枚となった。
本作は1998年9月23日に再リリースされた他、2007年10月24日には「Standard of 90's」シリーズ第1弾として、24ビット・デジタル・リマスタリングおよび紙ジャケット仕様にてリイシューされた。同盤にはボーナス・トラックとして11曲目「月の裏で会いましょう (Single Version)」および12曲目「ミリオン・シークレッツ・オブ・ジャズ (Tajima Takao Mix)」が追加収録されており、12曲目は12インチ・シングル版と同内容になっている。また、9曲目「ヴィーナス」はオリジナル盤からボーカル・トラックが差し替えられており、エンディングも10秒程短いものとなっている。オリジナルの歌詞カードのクレジットでは、ゲスト・ミュージシャンである花田裕之の参加曲が「スクランブル」となっていたが、「愛のサーキット」に訂正された。
その後レコード会社15社合同キャンペーンである「大人の音楽～Age Free Music～」の「もう一度聴きたいオリジナルアルバム 80年代＆90年代」において選定され、2013年7月24日にはSHM-CD仕様にて再リリースされた。2016年8月31日には本作を含む東芝EMI所属時代にリリースしたアルバム4作がLPレコードにおいてリリースされたが、本作のジャケットのみ当時関係者に配布されたプロモーションキットに使用され、CDリリース時に差し替えられたという幻のオリジナルデザインが採用された。2021年9月29日にはデビュー30周年記念としてLPレコード版が再リリースされた。

## アートワーク
アルバムのデザインについて、アートディレクターの信藤三雄は「“結晶”っていう文字は秋吉敏子から。彼女のアルバムで“秋吉敏子”って漢字で入ってるアルバムがあって、それがすごくカッコいいんですよ。それで筆文字で漢字で入れるってのもアリだなあって思って入れました」と述べている。ジャケットに漢字を刷り込んだのはこれが初めてであったと信藤は述べた上で、「なんか毎回一つくらい新しいことを取り入れたいんですよね。まあそれが僕のモットーですかね」と述べている。また、バンド・メンバー全員でのショットは東芝EMIスタジオ・テラにて撮影された。

## 批評
| 専門評論家によるレビュー | 専門評論家によるレビュー |
| レビュー・スコア         | レビュー・スコア         |
| 出典                     | 評価                     |
| ------------------------ | ------------------------ |
| CDジャーナル             | 肯定的                   |
| レコード・コレクターズ   | 肯定的                   |
| TOWER RECORDS ONLINE     | 肯定的                   |

本作の音楽性に対する評価は肯定的なものとなっており、音楽情報サイト『CDジャーナル』ではORIGINAL LOVEの音がかつての山下達郎と同様であるという説を記した上で、山下を知らない世代にとっては「ROCK＋JAZZをニューウェイヴな味つけにした、なにやらおシャレで新鮮な音に聴こえるはず」と表現した上で「田島貴男の感性がしなやかに発揮された1枚」と肯定的に評価した。音楽誌『レコード・コレクターズ』2016年7月号の特集「90年代の邦楽アルバム・ベスト100」では第95位に選出されており、コメントで「渋谷系の流れを受け継ぐ今のシティ・ポップと呼称される音楽の源流を辿れば間違いなくこの作品にぶつかる」と肯定的に評価した。音楽情報サイト『TOWER RECORDS ONLINE』では本作を「前作からの参加メンバーとのグルーヴ感も最高潮になったセカンドアルバム」と位置付けており、後に到来する世界的なアシッドジャズの流行を先取りしたリズムと和製ロックの融合が実現されているとした上で、「信藤三雄のアートワークとともにレトロモダンなオリジナリティーを確立していた」と肯定的に評価した。

## 収録曲
- CDブックレットに記載されたクレジットを参照[1]。

| 全作曲: 田島貴男、全編曲: ORIGINAL LOVE。 | |            |            |      |
| #                                         | タイトル                                                                                                  | 作詞       | 作曲・編曲 | 時間 |
| 1.                                        | 「心理学」(PSYCHOLOGY)                                                                                    | 田島貴男   | 田島貴男   | 6:24 |
| 2.                                        | 「月の裏で会いましょう（アルバムヴァージョン）」(LET'S GO TO THE DARKSIDE OF THE MOON (Album Version))    | 木原龍太郎 | 田島貴男   | 4:53 |
| 3.                                        | 「ミリオン・シークレッツ・オブ・ジャズ（アルバムヴァージョン）」(MILLION SECRETS OF JAZZ (Album Version)) | 田島貴男   | 田島貴男   | 6:02 |
| 4.                                        | 「スクランブル」(SCRAMBLE)                                                                                | 木原龍太郎 | 田島貴男   | 4:46 |
| 5.                                        | 「愛のサーキット」(LOVE CIRCUIT)                                                                          | 田島貴男   | 田島貴男   | 6:17 |
| 6.                                        | 「フレンズ」(FRIENDS)                                                                                     | 木原龍太郎 | 田島貴男   | 4:44 |
| 7.                                        | 「スキャンダル」(SCANDAL)                                                                                 | 田島貴男   | 田島貴男   | 5:52 |
| 8.                                        | 「フェアウェル フェアウェル」(FAREWELL FAREWELL)                                                          | 木原龍太郎 | 田島貴男   | 5:38 |
| 9.                                        | 「ヴィーナス」(THE VENUS)                                                                                 | 木原龍太郎 | 田島貴男   | 5:20 |
| 10.                                       | 「セレナーデ」(SERENADE)                                                                                  | 田島貴男   | 田島貴男   | 4:39 |
| 合計時間:                                 | 合計時間:                                                                                                 | 合計時間:  | 54:35      |      |

| #         | タイトル                                                                                                | 作詞       | 作曲      | 編曲                 | 時間  |
| --------- | --- | ---------- | --------- | -------------------- | ----- |
| 11.       | 「月の裏で会いましょう（シングルヴァージョン）」(LET'S GO TO THE DARKSIDE OF THE MOON (Single Version)) | 木原龍太郎 | 田島貴男  | ORIGINAL LOVE        | 4:29  |
| 12.       | 「ミリオン・シークレッツ・オブ・ジャズ (Tajima Takao Mix)」(MILLION SECRETS OF JAZZ (Tajima Takao Mix)) | 田島貴男   | 田島貴男  | リミックス: 田島貴男 | 6:04  |
| 合計時間: | 合計時間:                                                                                               | 合計時間:  | 合計時間: | 合計時間:            | 10:33 |

## スタッフ・クレジット
| Produced by                    |   | Takao TAJIMA |
| Co-Produced by                 |   | Yasushi IDE |
| All Songs are Aranged by       |   | ORIGINAL LOVE |
| Recorded and Mixed by          |   | Yasuaki “V” SHINDOH |
| Recorded by                    |   | Akitsugu DOI (M-2,3,9), Masaki TAKAMURA (Onkio Haus) (M-7,8) |
| Assistant Engineerd by         |   | - Tomoko NOZAKI (Little Bach), Manabu SAKURAI (Cherry Island), - Masataka ITO (Sound Valley), - Minoru YASUDA, Takashi SAKANE (Freedom Studio), - Yoichi TOKUNAGA (Baybridge Studio), - Yutaka UEMATSU (Burnish Stone Studio), Katsutoshi OHURA (Nichion Studio), - Yoko OHTA, Yutaka SHIMOYAMA (Victor Aoyama Studio)                                             |
| Recorded at                    |   | - Studio Little Bach, Cherry Island, Sound Valley, - Freedom Studio, Baybridge Studio, Burnish Stone Studio, - Victor Aoyama Studio, Nichion Studio |
| Mixed at                       |   | Victor Aoyama Studio |
| Masterd by                     |   | - Bob LUDWIG at Masterdisc (New York) (M-2,4,6,8,10) - Masao NAKAZATO (Onkio Haus) at Onkio Haus (Tokyo) (M-1,3,5,7,9) |
| Recorded from                  |   | May 1991 - Feb 1992 |
|                                | * | |
| ORIGINAL LOVE are Takao TAJIMA | : | Vocals, Chorus, Acoustic Guitar & Electric Guitar |
| Takashi MURAYAMA               | : | Electric Guitar, Electric Sitar |
| Ryutaro KIHARA                 | : | Keyboards |
| Nobuyuki MORI                  | : | Sax, Flute |
| Shigeo MIYATA                  | : | Drums |
|                                |   | |
| GUEST MUSICIANS                |   | |
| Tomio INOUE                    | : | Electric Bass |
| Hiroyuki HANADA                | : | Electric Guitar (M-4) |
| Neko SAITO                     | : | Violin (M-10) |
| Yunker HANAJI                  | : | Percussions (M-1,2,3,4,5,6,8,10) |
| Mataro MISAWA                  | : | Percussions (M-5,6,9) |
| ASA-CHANG                      | : | - Percussions (M-5) - (Appears by The Courtesy of EPIC SONY, Tokyo Ska Paradise Orchestra) |
| Megumi MASHIRO                 | : | - Chorus (M-4,6) - (Appears by The Courtesy of SONY RECORDS, Trefort, Rotten Hats) |
| Special Thanks to              |   | - Seiji HIRAI (Brian Police), Tsuyoshi NAKATA (IRc2 Corporation), - Ritsuko HONMA (CS Artists), Nobuhiro HATA (Trefort), - Yoko UENO (ZABADAK), Shinya KOGURE (Rotten Hats), Hitoshi BABA, - Tsuyoshi TAKASHIRO, Banana Chips Love Staff, - Burning Publishers, Club Quattro, Greatest Hits, K's Work, - Hitoshi SHIMURA, Koji NARITA (Kyodo Promotion), Aba House |
|                                | * | |
| Exective Producers             | : | - Kei ISHIZAKA (TOSHIBA EMI) - Junya NAKASONE (TOSHIBA EMI) - Seizo SHIMOKOBE (TOSHIBA EMI) - Ichiro ASAZUMA (FPMP) |
| A&R Chief                      | : | Masanobu KONDO (TOSHIBA EMI) |
| A&R Directors                  | : | - Nobuo UESAKA (FPMP) - Masakazu HIRATA (TOSHIBA EMI) |
| Heads of Promotion             | : | - Izumi AWANO (TOSHIBA EMI) - Kyoko KOIZUMI (TOSHIBA EMI) - Koji SHIRAKAWA (TOSHIBA EMI) |
| Public Relation                | : | TOSHIBA EMI Domestic 1st Division 1st and 3rd Promotion Section |
| Sales Promotion                | : | - Naoyuki NISHIKAWA (TOSHIBA EMI) - Hiroshi ARAI (TOSHIBA EMI) - Teruo HOSHI (TOSHIBA EMI) - Syunichi OTOMO (TOSHIBA EMI) |
|                                | * | |
| Artist Management              | : | Yasushi IDE (King Cobra) |
|                                | * | |
| Art Direction                  | : | Mitsuo SHINDO (Contemporary Production) |
| Design                         | : | Koichi FUJIKAWA (C.T.P), Masako SAITO (C.T.P), Satoshi NAKAMURA (C.T.P) |
| Photo                          | : | Kenji MIURA (Lightsome) |
| Stylist                        | : | Ayumi SHINO |
| Hair Make                      | : | Akemi NAKANO, Mika KANZAKI |

- CDブックレットに記載されたクレジットを参照[1]。

### ORIGINAL LOVE
- 田島貴男  –  ボーカル、コーラス、アコースティック・ギター、エレクトリック・ギター
- 村山孝志  –  エレクトリック・ギター、エレクトリック・シタール
- 木原龍太郎  –  キーボード
- 森宣之  –  サックス、フルート
- 宮田繁男  –  ドラムス

### 参加ミュージシャン
- 井上富雄  –  エレクトリックベース
- 花田裕之  –  エレクトリック・ギター (5)
- 斎藤ネコ  –  ヴァイオリン (10)
- ユンケル鼻血  –  パーカッション (1-6, 8, 10)
- 三沢またろう  –  コンガ (5, 6, 9)
- ASA-CHANG（東京スカパラダイスオーケストラ）  –  パーカッション (5)
- 真城めぐみ（ロッテンハッツ）  –  コーラス (4, 6)

### 録音スタッフ
- 田島貴男  –  プロデュース
- 井出靖  –  コ・プロデュース
- 新銅 "V" 康晃  –  レコーディング・エンジニア、ミキシング・エンジニア
- 土井章嗣  –  レコーディング・エンジニア (2, 3, 9)
- 高村政貴（音響ハウス）  –  レコーディング・エンジニア (7, 8)
- 野崎智子（リトルバッハ）  –  アシスタント・エンジニア
- 桜井学（チェリーアイランド）  –  アシスタント・エンジニア
- 伊藤政孝（サウンドバレイ）  –  アシスタント・エンジニア
- 安田稔（フリーダムスタジオ）  –  アシスタント・エンジニア
- 坂根尚（フリーダムスタジオ）  –  アシスタント・エンジニア
- 徳永陽一（ベイブリッジ・スタジオ）  –  アシスタント・エンジニア
- 植松豊（バーニッシュストーンスタジオ）  –  アシスタント・エンジニア
- 大浦克寿（日音スタジオ）  –  アシスタント・エンジニア
- 太田桜子（ビクター青山スタジオ）  –  アシスタント・エンジニア
- 下山由多可（ビクター青山スタジオ）  –  アシスタント・エンジニア
- ボブ・ラドウィック（マスターディスク（英語版）、ニューヨーク）  –  マスタリング・エンジニア (2, 4, 6, 8, 10)
- 中里正男（音響ハウス、東京）  –  マスタリング・エンジニア (1, 3, 5, 7, 9)

### 制作スタッフ
- 石坂敬一（東芝EMI）  –  エグゼクティブ・プロデューサー
- 中曾根純也（東芝EMI）  –  エグゼクティブ・プロデューサー
- 下河辺晴三（東芝EMI）  –  エグゼクティブ・プロデューサー
- 朝妻一郎 (FPMP)  –  エグゼクティブ・プロデューサー
- 近藤雅信（東芝EMI）  –  A&Rチーフ
- 上阪伸夫 (FPMP)  –  A&Rディレクター
- 平田雅和（東芝EMI）  –  A&Rディレクター
- 粟野泉（東芝EMI）  –  プロモーション責任者
- 小泉京子（東芝EMI）  –  プロモーション責任者
- 白川光司（東芝EMI）  –  プロモーション責任者
- 西川直幸（東芝EMI）  –  セールス・プロモーション
- 荒井浩（東芝EMI）  –  セールス・プロモーション
- 星照雄（東芝EMI）  –  セールス・プロモーション
- 大友俊一（東芝EMI）  –  セールス・プロモーション
- 井出靖（キング・コブラ）  –  アーティスト・マネージメント
- 平井聖児（頭脳警察）  –  スペシャル・サンクス
- 中田剛 (IRc2 CORPORATION)  –  スペシャル・サンクス
- 本間律子（CSアーティスツ）  –  スペシャル・サンクス
- 畑信弘（トレフォート）  –  スペシャル・サンクス
- 上野洋子 (ZABADAK)  –  スペシャル・サンクス
- 木暮晋也（ロッテンハッツ）  –  スペシャル・サンクス
- ばばひとし  –  スペシャル・サンクス
- 高城剛  –  スペシャル・サンクス
- バナナチップス・ラヴスタッフ  –  スペシャル・サンクス
- バーニングパブリッシャーズ  –  スペシャル・サンクス
- CLUB QUATTRO  –  スペシャル・サンクス
- Greatest Hits  –  スペシャル・サンクス
- K's Work  –  スペシャル・サンクス
- 志村仁  –  スペシャル・サンクス
- なりたこうじ（キョードープロモーション）  –  スペシャル・サンクス
- アバハウス  –  スペシャル・サンクス

### 美術スタッフ
- 信藤三雄（コンテムポラリー・プロダクション）  –  アート・ディレクション
- 藤川浩一（コンテムポラリー・プロダクション）  –  デザイン
- 齋藤雅子（コンテムポラリー・プロダクション）  –  デザイン
- 中村智（コンテムポラリー・プロダクション）  –  デザイン
- 三浦憲治 (Lightsome)  –  写真撮影
- 篠あゆみ  –  スタイリスト
- 中野明海  –  ヘア・メイク
- 神崎美香  –  ヘア・メイク

### 2007年盤スタッフ
- 田島貴男  –  マスタリング監修
- 小鐵徹（JVC マスタリングセンター）  –  マスタリング・エンジニア
- コンテムポラリー・プロダクション  –  ロゴ・デザイン
- 太田浩  –  シリーズ総合監修
- 山崎二郎（バァフアウト! 編集長）  –  シリーズ総合監修
- 佐野郷子  –  ライナーノーツ

## チャート
| チャート         | 最高順位 | 登場週数 | 売上数  | 出典  |
| ---------------- | -------- | -------- | ------- | ----- |
| 日本（オリコン） | 10位     | 7回      | 6.4万枚 | [ 3 ] |

## リリース日一覧
| No. | リリース日     | レーベル                                     | 規格         | カタログ番号 | 備考                         | 出典          |
| --- | -------------- | -------------------------------------------- | ------------ | ------------ | ---------------------------- | ------------- |
| 1   | 1992年5月1日   | イーストワールド / 東芝EMI                   | CD           | TOCT-6471    |                              | [ 11 ]        |
| 2   | 1998年9月23日  | イーストワールド / 東芝EMI                   | CD           | TOCT-10431   |                              | [ 14 ] [ 15 ] |
| 3   | 2007年10月24日 | イーストワールド / EMIミュージック・ジャパン | CD           | TOCT-26392   | 「Standard of 90's」シリーズ | [ 16 ] [ 13 ] |
| 4   | 2013年7月24日  | ユニバーサルミュージック                     | SHM-CD       | TOCT-95193   |                              | [ 17 ] [ 18 ] |
| 5   | 2016年2月3日   | ユニバーサルミュージック                     | AAC-LC       | -            | デジタル・ダウンロード       | [ 19 ]        |
| 6   | 2016年2月3日   | ユニバーサルミュージック                     | ロスレスFLAC | -            | デジタル・ダウンロード       | [ 20 ]        |
| 7   | 2016年2月3日   | ユニバーサルミュージック                     | ハイレゾFLAC | -            | デジタル・ダウンロード       | [ 21 ]        |
| 8   | 2016年8月31日  | ユニバーサルミュージック                     | 2枚組LP      | UPJY-9056~7  |                              | [ 22 ]        |
| 9   | 2021年9月29日  | ユニバーサルミュージック                     | 2枚組LP      | UPJY-9170~1  |                              | [ 23 ]        |